# شهرستان وتزل (ویرجینیای غربی)
شهرستان وتزل، ویرجینیای غربی (به انگلیسی: Wetzel County, West Virginia) یک سکونتگاه مسکونی در ایالات متحده آمریکا است که در ویرجینیای غربی واقع شده‌است.

## خصوصیات
شهرستان وتزل ۹۳۴٫۹۹ کیلومترمربع مساحت دارد.